# Starwinder
Starwinder é um jogo de corrida de ficção científica para PlayStation. A jogabilidade envolve a obtenção de poderes e a desaceleração de seus adversários, permitindo a você cruzar a linha de chegada primeiro. A jogabilidade é semelhante à da série Wipeout. Há 10 setores contendo 5 pistas cada. São o total de 40 pistas de corrida com 7 navios usáveis. Para qualquer pista completada pelo jogador, um novo navio é destravado.